# Ахмед Дервиш
Ахмед Дервиш (на турски: Ahmet Derviş), още известен като Дервиш бей или Дервиш паша е османски офицер и генерал от турската армия.

## Биография
Роден е през 1881 г. в Енидже Вардар. В отделни периоди е началник-щаб на дивизията Хеджаз, на 61 дивизия и инспектор на военните училища. Отделно е бил военен аташе в Берлин и подсекретар в министерството за национална отбрана. Участва в Балканските войни, Итало-турската война, Първата световна война и Гръцко-турската война от 1919 – 1922 г.